# François Le Vot
François Le Vot (* 2. Mai 1970 in Tunis, Tunesien) ist ein aktiver Kunstflugpilot in der Red Bull Air Race Weltmeisterschaft.

## Karriere

### Anfänge
Le Vot, der in der Flugsportwelt nur als „Zool“ bekannt ist, ist ein versiertes Kunstflug-Ass mit großer Erfahrung und Erfolgen, sowohl bei Welt- wie auch bei Europameisterschaften in der uneingeschränkten Kategorie. Er ist ebenfalls ein ausgezeichneter Kampfpilot und Top-Gun-Ausbilder für das französische Militär. Insgesamt hat er weit über 4.300 Flugstunden absolviert, darunter 1.500 Stunden in Militärflugzeugen und über 1.200 Stunden Kunstflug.
Le Vot schloss die französische Luftwaffe mit Auszeichnung ab. Dank seiner besonderen Fähigkeiten und durch seine harte Arbeit wurde er schnell ausgezeichnet. in seiner Studenten-Piloten-Klasse wurde er zweimal mit First-Class-Ehrungen ausgezeichnet und absolvierte diese als bester Air Force-Schüler von 1992.
Nach 12 Jahren als Kampfpilot und Fluglehrer wurde er in den folgenden 12 Jahren offizieller Pilot-Botschafter der Luftwaffe und wurde mit dem nationalen Verdienstorden (Chevalier de l’Ordre National du Mérite) ausgezeichnet.
Le Vot, der sein Zuhause in Südfrankreich hat, zog sich nach einer 24-jährigen Karriere mit Alpha Jets und der Mirage 2000 als Fluglehrer von der französischen Luftwaffe zurück und wechselte anschließend in das Kunstflugteam des französischen Militärs.

### Wettbewerbskunstflug

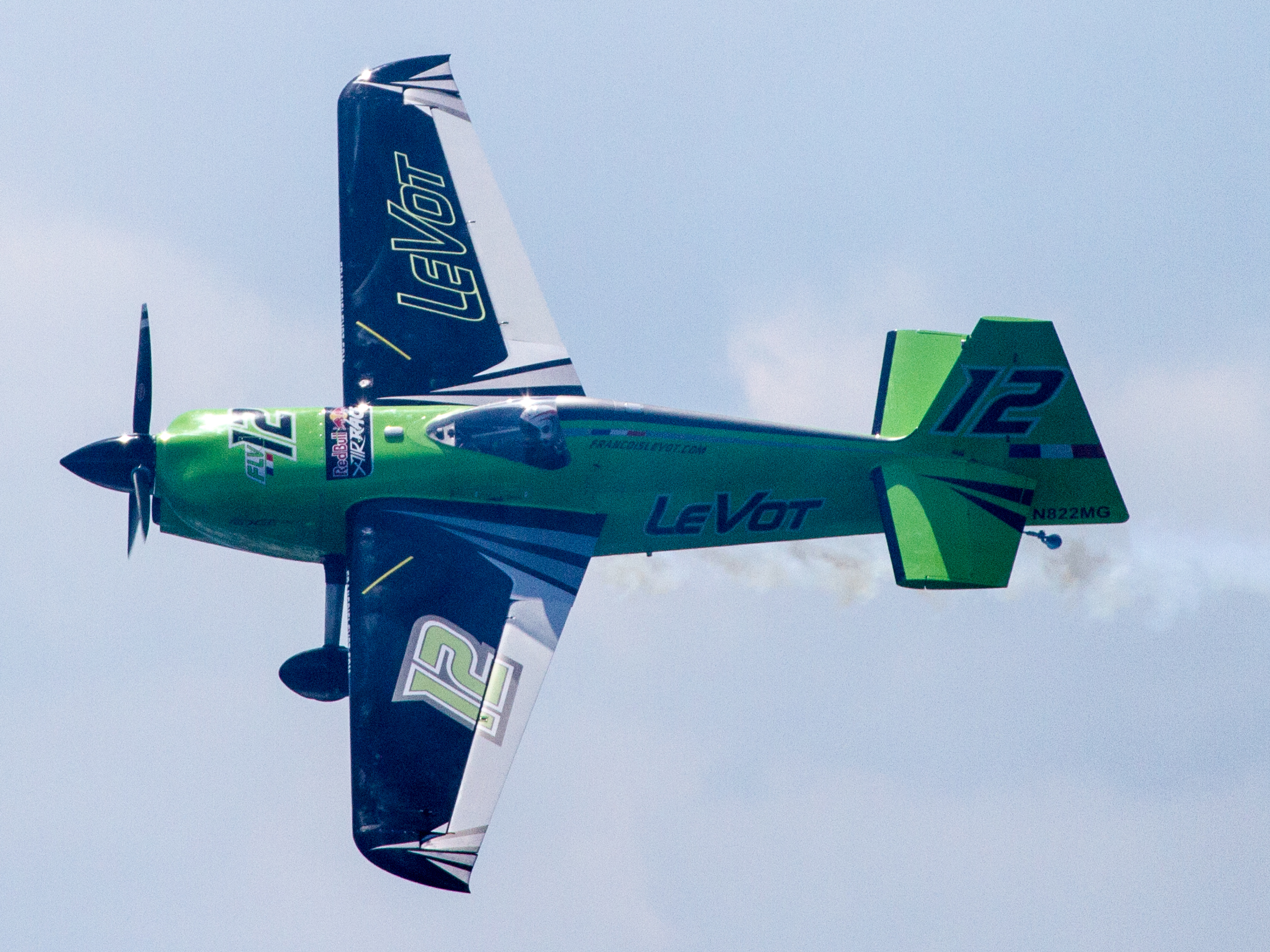
Zivko Edge 540 V2 (N822MG) von François Le Vot beim Red Bull Air Race 2017 in Chiba

Le Vot’s Leidenschaft für das Kunstfliegen stammt aus seinen 11 Jahren beim Kunstflugteam des französischen Militärs. Als Ergebnis davon wurde er 2004 für das französische Nationalteam berufen.
Le Vot gewann unter anderem die Team Aerobatic Championship (2009, 2013) und den Einzelflug der französischen Nationalen Kunstflugmeisterschaft (2011, 2013, 2014), sowie zahlreiche andere Welt-, Europa- und nationale Podestplätze in Team- und Einzelwettbewerben. 2012 wurde Le Vot Vize-Europameister und gewann ebenfalls Gold mit dem Team. Seinen größten Triumph feierte er aber 2013 in Dallas, als er den Kunstflug-Weltmeisterschaftstitel gewann.
2008 erhielt er von der FAI die Superlizenz für das Red Bull Air Race und hat seitdem an Trainings-Camps des Air Race teilgenommen. Nach seinem Sieg im Challenger Cup 2014 greift er 2015 erstmals auch in der Master Class an. Zur Saison 2017 erwarb Le Vot das ehemalige Rennflugzeug des verunglückten Piloten Hannes Arch, eine Zivko Edge 540 V3. Allerdings konnte er diese erst zum vierten Rennen in Budapest ( Ungarn) einsetzen.

## Erfolge

### Red Bull Air Race Weltmeisterschaft
| 2015 | 11. | 14. | 14. | 12. | 14. | DSQ | 14. | 14. | 0  | 0 | 14. |
| 2016 | 3.  | 12. | 10. | 14. | 12. | 12. | 12. | CAN | 10 | 0 | 12. |
| 2017 | 8.  | 12. | 11. | 10. | 7.  | 13. | 10. | 12. | 9  | 0 | 14. |
| 2018 | 7.  | 11. | 6.  | 5.  | 6.  | 10. | 14. | 11. | 22 | 0 | 11. |
| 2019 | 12. | 4.  | 14. | 7.  |     |     |     |     | 34 | 0 | 11. |

(Legende: CAN = Abgesagt; DNP = Nicht teilgenommen; DNS = Nicht gestartet; DSQ = Disqualifiziert)